# Зібров Борис Григорович
Борис Григорович Зібров (19 березня 1939, Запоріжжя) — почесний металург СРСР, почесний громадянин Запоріжжя.

## Біографія
Народився 19 березня 1939 року в Запоріжжі. У 1957 році закінчив школу. У 1957—1959 роках працював на заводі «Дніпроспецсталь». У 1959—1962 роках служив у Військово-морському флоті СРСР. З 1962 року — підручний сталевара, бригадир 3-го сталеплавильного цеху заводу «Дніпроспецсталь». Неодноразово відправлявся у відрядження в Угорщину, Чехословаччину, Болгарію з метою передачі досвіду. У 1986 році завдяки високій майстерності та організації праці мав на рахунку понад двох тисяч тонн понадпланової сталі. З 1997 року на пенсії. Член ЦК Профспілки металургійної промисловості.

## Відзнаки
Почесний металург СРСР. Повний кавалер орденів Трудової Слави (1986). Почесний громадянин Запоріжжя (звання присвоєно рішенням Запорізької міської ради № 3 від 26 вересня 1986 року).